# 고래야
고래야(Coreyah)는 대한민국의 6인조 국악 및 월드 뮤직 그룹이다.

## 음악가적 기교

### 평가
2014년 《한국대중음악상》 선정위원회는 고래야의 정규 음반 《고래의 시간》을 최우수 크로스오버 음반상 후보로 선정하였다. 선정위원 김광현은 고래야를 "우리 음악의 뿌리를 확고히 지키면서 난제를 풀어낸 성공적인 밴드로, 곡마다 스토리를 만들며 진지하게 퓨전 국악의 미래를 보여주고 있다"라 평가하였다.

## 구성원
| 이름   | 소개 |
| ------ | --- |
| 김동근 | - 이름 : 김동근 - 생년월일 : 1980년 3월 15일(45세) - 학력 : 한국예술종합학교 (학사) - 포지션 : 대금, 소금, 퉁소 |
| 경이   | - 이름 : 안상욱 - 생년월일 : 1983년 8월 5일(41세) - 학력 : 서울대학교 사회학 (학사) - 포지션 : 퍼커션           |
| 김초롱 | - 이름 : 김초롱 - 학력 : 한국예술종합학교 (석사과정 수료) - 포지션 : 퍼커션                                     |
| 함보영 | - 이름 : 함보영 - 학력 : 여주대학교 (학사) - 포지션 : 보컬                                                      |
| 나선진 | - 이름 : 나선진 - 학력 : 한국예술종합학교 (학사) - 포지션 : 거문고                                              |
| 고재현 | - 이름 : 고재현 - 학력 : 동아방송예술대학교 (학사) - 포지션 : 기타                                              |

## 음반 목록

### 정규 음반
- 2013 : 《고래의 시간》
- 2014 : 《불러온 노래》
- 2016 : 《서울포크》
- 2020 : 《박수무곡》

### 싱글
- 2011 : 〈물속으로〉
- 2014 : 〈넘어갔네〉
- 2021 : 〈사랑의 근본〉

### 참여 음반
- 2012 : 《서바이벌 TOP밴드 2 16강》
- 2014 : 《청춘계급 2014 - 음악과 부도 Vol. 1》
- 2015 : 《들국화 30》
- 2020 : 《온스테이지 10주년 - 나에게 온 스테이지 4》

### 오리지널 사운드트랙
- 2015 : 웹툰 《고고고》 OST - 〈고민스런 갈림길〉

## 음반 외 활동 목록

### 영화
- 2014 : 《웨일 오브 어 다큐멘터리》 - 제10회 《제천국제음악영화제》 상영작

### 방송
- 2012 : KBS2 《TOP밴드 2》
- 2019 : EBS1 《예술아 놀자》

### 공연

#### 콘서트 투어
- 2013-2014 : 《수궁가》
- 2013-2015 : 《불러온 노래》
- 2014-2015 : 《남녀노소 대잔치》
- 2015-2021 : 《전폭적으로 놀아보세》
- 2019-2021 : 《박수무곡》
- 2020-2021 : 《판타지아 1950》
- 2021 : 《미래도시》

#### 참여 공연
- 2012 : 《스핑크스 믹스드》
- 2013 : 《에든버러 페스티벌 프린지》
- 2013-2015 : 《밸리 록 페스티버》
- 2014 : 《서울국제뮤직페어》
- 2014 : 《의정부국제음악극축제》
- 2015 : 《마켓 미뎀》
- 2016 : 《문디알 몬트리올》
- 2017 : 《뉴욕 썸머스테이지》
- 2017-2021 : 《리듬 오브 코리아》
- 2021 : 《해운대재즈페스티벌》
- 2021 : 《경기공연예술페스타》

## 수상 목록
- 2014 : 제33회 《KBS 국악대상》 단체상